# Royal Navys historie
Royal Navys historie går tilbage til det 9. århundrede. Den Royal Navy som vi kender i dag blev formelt etableret i 1660 efter Karl 2. af Englands tilbagekomst til tronen. I 1707 blev Royal Navy underlagt Storbritannien efter unionen af kronerne mellem England og Skotland og blev sammenlagt med den noget mindre Royal Scots Navy.
Vi kan ikke datere oprettelsen af den engelske flåde helt præcist; den begyndte som en række skibe, der blev inddraget af kongen efter behov. I det 16. århundrede begyndte en stående flåde, og i det 17. århundrede blev der oprettet en officiel ledelse. Flåden voksede betragteligt efter de stridigheder med Frankrig, der begyndte i 1690'erne og kulminerede i Napoleonskrigene i sejlskibene storhedstid.
I 1800tallets fredstid bød på store teknologiske udviklinger, hvor sejlskibe blev erstattet af af dampskibe og kanonerne blev større og skød med granater i stedet for kanonkugler. Det førte til et våbenkapløb om at konstruere de største slagskibe. Våbenkapløbet var imidlertid en blindgyde, eftersom hangarskibe og ubåde overtog den dominerende rolle til søs. Efter sejren i 2. verdenskrig overtog United States Navy rollen som verdens største flåde, en rolle Royal Navy havde haft i flere århundreder. Royal Navy er dog verdens næststørste flåde med en lang række moderne skibe.

## Tidligste tid: 550-1603

### England

#### Grundlæggelse af flåden
De saksiske begravelser til søs ved Snape (omkring år 550) og Sutton Hoo (omkring 625) viser, at der byggedes avancerede krigsskibe. Northumbria erobrede Isle of Man og Anglesey omkring år 620 og sendte en ekspedition til Irland.
Truslen fra vikingerne steg voldsomt i det tidligere 9. århundrede og invasioner og plyndringstogter var et tilbagevendende problem i 835.
De tidligste slag blev formentligt alle udkæmpet på land, men i 851 overvintrede vikingerne på de britiske øer. "350 skibe dukkede op i Themsens udløb, raserede Canterbury og udførte det største blodbad som en hedensk hær nogensinde havde udført på øerne". Æthelstan af Wessex og ealdorman Ealhere udkæmpede også slag i skibe og vandt et slag ved Sandwich (851) hvor de erobrede ni skibe.
Kilder fortæller om andre søslag og i 882 kæmpede Alfred mod fire skibe og erobrede to.
I 896 havde Alfred den Store flere langskibe, "næsten dobbelt så lange som de andre", specialbyggede med over 60 årer per båd til at imødegå vikingetogter langs sydkysten. Alfreds skibe erobrede senere samme år seks danske skibe.
Danskerne gik i land ved et æstuarium og fortsatte ind i landet. De større engelske skibe fandt danskernes skibe ved ebbe og kunne ikke komme frem til dem. Efter en forvirret kamp blev flere danske skibe ødelagt og flere andre stak af på, selv om de var strandet længere oppe på stranden end de britiske både.
Det er måske, fordi danskerne benyttede rullestave under bådene eller at tidevandet kom fra en anden retning end forventet. Måske var slaget enten ved Poole, ved Hayling Island eller ved Puckers Gut ved Romney Marsh. Det mest sandsynlige er dog Bembridge havnen på Isle of Wight ved udmundingen af floden Yare. Til nyere tid var der en flod, der skar Bembridge af og gjorde det til en ø. I 897 var den vandstanden højere grundet global opvarmning og man kunne sejle mange steder, der ikke er sejlbare i dag. De lette danske fartøjer havde let spil.
Alfred oprettede den første permanente flåde, som skulle erstatte de mange skibe der tidligere blev stillet til rådighed af befolkningen efter behov. Den nye flåde blev finansieret ved hjælp af en beskatning "ship sokes", hvor hver 300 hider land skulle anskaffe et skib. Hver fjerde hide skulle skaffe en hjelm og hver 40. en båd. En hide var det landområde, der skulle til at huse og forsyne en familie. Det var ikke en fast størrelse; det kunne variere fra område til område. Disse tal viser, at der har været mange både i forhold til skibe og antallet af hjelme indikerer at besætningen på et skib har ligget omkring de 75 mand. Det har været mere end rigeligt til at tage kampen op med de danske vikingeskibe, der typisk havde en besætning på omkring 36.

#### Saksere og danskere
Flåden forfaldt dog hurtigt, men fik en opgangstid under Adalstein af England. Ved den engelske sejr ved i Slaget ved Brunanburh i 937 havde den omkring 400 skibe, som blev blev benyttet til at støtte en ekspedition til Skotland. Under kong Edgar afholdt man mønstringer og øvelser med op til 1.000 skibe. Indtægterne fra Ship soke-skatten var ret høje, og flåden har formentligt talt "småbåde" og handelsskibe. I 992 samledes flåden i London mod norske Olav Tryggvason.
Selv om der er tegn på forsøg på at opretholde en flåde, var der ingen maritim modstand mod Svend Tveskægs plyndrings- og invasionstogter fra 1003, ej heller mod Knud den Store i 1016.
En større styrke blev samlet af Ethelred 2. den Rådvilde i Sandwich i 1009 under kommando af Brihtric, Eadric Streonas bror. Brihtric beskyldte dog senere sin underordnede, Wulfnoth Cild af Sussex (hans nevø, søn af Aethelmaer se Greata) for forræderi. Selv om han afviste forræderiet på det kraftigste, anførte han et mytteri og stak af med en tredjedel af flåden. Brihtric forfulgte ham, men blev ramt af en voldsom storm. Wulfnoth vendte tilbage og brændte de beskadigede skibe før han hoppede af til danskerne i East Anglia.
Aelthred beordrede bygningen af en ny flåde i 1008. Ethelred 2. havde store problemer med sine skibschefers loyalitet. Aelfric mistede sin titel som Ealdorman i Mercia, da han overgav flådehemmeligheder til danskerne. Han forsøgte også egenhændigt et plyndringstogt mod Normandiet, der dog ikke gik som planlagt. Under Knud den Store udrustedes en ekspedition til at følge op på hans politik i Norge.
Torkild den Høje stak af fra Danmark til England i 1012 med et skib med 80 mand. Efter 1016 havde Knud den Store en stående flåde på 16 skibe inklusiv sit 120-årers flagskib. Edvard Bekenderen nedlagde flåden i 1050 og skrottede 14 skibe. Uden flåden var det dog svært at kontrollere grev Godwin og hans støtter, der var sendt i eksil efter han udviste uenighed i kongens ønske om at "disciplinere" indbyggerne i byen Dover. Godwin og hans sønner delte deres styrker mellem Flandern og Dublin og var i stand til at besøge deres hjemegne på Isle of Wight og Sydøstenglandand, hvor de til sidst fik samlet nok støtte fra "butsecarles" ("bådskarlene") i Kent til at sejle til London og stille krav til kongen. I 1054 sejlede grev Siward en flåde til Skotland for at besejre Macbeth, mens Edvard Bekenderen i 1063 sendte en flåde fra Bristol rundt om Wales for at fange Gruffydd ap Llywelyn.
Mens Harold Godwinson kæmpede mod kong Harald Hårderåde af Norge og Tostig Godwinson, havde
han i sommeren 1066 et antal skibe på patrulje ud for Isle of Wight, men de skibe sejlede i havn tre uger før den normanniske invasion. Vilhelm Erobreren havde opbygget en flåde og var klar til invasionen, men menes at have ventet på at den engelske flåde forsvandt. Grunden hertil var, at Harold efter sigende havde en "flåde med utallige skibe med besætninger med meget stor erfaring i søslag". Vilhelm Erobreren ønskede ikke at komme i kamp med denne flåde.

#### Efter den normanniske erobring
Vilhelm Erobreren sendte en flåde til Skotland i 1072 men allerede i starten af 1200-tallet var flåden næsten væk. I 1141 invaderede Henrik II Irland men en flåde på 167 skibe fra Dartmouth på en afstikker fra korstoget for at generobre Lissabon fra Maurerne. Endnu en flåde blev samlet for det tredje korstog i 1190. De normanniske konger havde et stort behov for at transportere styrker og forsyninger over den engelske kanal og byggede derfor en flåde i 1155, hvor sammenslutningen Cinque Ports hver skulle stille med 57 skibe med 21 mand per skib. Med Kong Johans tab af Normandiet, var det blevet en stærk flåde, der endda havde styrken til at forhindre en invasion (eksempelvis den franske invasion af England i 1215-1217), beskytte handelstrafikken til og fra Gascogne. I de første år af det 13. århundrede optrådte William af Wrotham i optegnelserne som en leder for galejer, der skulle benyttes mod Filip 2. August. I 1206 bestilte kong Johan 54 galejer, og mellem 1207 og 1211 blev der brugt 5.000 pund på den kongelige flåde. Flåden begyndte også at få offensiv kapacitet som i 1213, da greven af Salisbury plyndrede Damme i Flandern, hvor han desuden afbrændte en fransk invasionsflåde.
Der begyndte også at blive udviklet en infrastruktur for marinen. I 1212 eksisterede der en flådestation i Portsmouth, der kunne understøtte mindst ti skibe, herunder flagskibet Dieulabeni og et hestetransportskib Portjoy. Senere i det 13. århundrede begyndte Edvard 1. systematisk at benytte skibe til støtte af felttog på land, hvilket især ses under Luke de Tanys erobring af Anglesey i 1282. Edvard 2. forsøgte med flåden at blokere Skotland, men det lykkedes ikke. Udgifterne til flåden var betydelige, og der beordredes bygning af tyve 120-årede galejer i 1294 på grund af frygt for en fransk invasion. I slutningen af 1200tallet var den nordlige og vestlige flåde under kommando af to admiraler, der havde ansvaret for at bygge og betjene skibene. Stillingen "Lord High Admiral of England" kom til i 1408.
I hundredeårskrigen (1337–1453) var der togter fra begge sider af den engelske kanal. De mødte for det meste ingen modstand, da der endnu ikke fandtes effektive måder at alarmere omkringliggende garnisoner. Flåden blev primært brugt til rekognoscering og angreb på handelsskibe og orlogsskibe. Opbragte skibe og ladninger blev delt mellem besætningerne. Slaget ved Sluys i 1340 var en sikker engelsk sejr. Edvard 3. af Englands 160 skibe (hovedsageligt lejede handelsskibe) angreb en fransk styrke i Zwin æstuariet og erobrede 180 franske skibe. Slaget ved Les Espagnols sur Mer, udkæmpet i den engelske kanal ud for Winchelsea i 1350, er måske det første større engelske søslag; England erobrede 14 spanske skibe. I midten af det fjortende århundrede var den engelske flåde på omkring 700 skibe.
I 1370'erne begyndte en engelsk nedgang. De handlende protesterede mod de kontinuerlige udlån af deres skibe til kronen. Handelsskibe blev inddraget 22 gange mellem 1338 og 1360. Der var desuden protester mod beskatningen til at bemande skibenene, og i slutningen af Richard 2.s regeringsperiode var der kun fire skibe tilbage. I 1409 var antallet nede på to. Henrik 5. af England genopførte flåden og byggede balinger og større skibe. Flådens tal voksede fra seks i 1413 til 39 i 1417-1418. Også Grace Dieu på 1.400 tons (vraget ligger i floden Hamble). Flåden vandt flere slag i kanalen og nåede et højdepunkt da den slog en fransk flåde i 1417. I 1415 var der invasion af Frankrig som førte til erobringen af Harfleur og sejren ved Agincourt. Efter Henriks død i 1422 blev flåden solgt og Frankrig tilbageerobret alt bortset fra Calais. I 1475 var der endnu en invasion af Frankrig under Edvard 4., der dog blev blev bestukket til at trække sig tilbage af den franske konge. Et større nybygningsprogram først igangsat i 1480'erne, hvor kanoner var blevet et standardvåben på krigsskibe. Skibet "Regent" fra 1487 havde 225 serpentiner – en tidlig kanon. Den første kendte tørdok blev bygget i Portsmouth i 1495.

#### Begyndelsen på en organiseret engelsk flåde, 1485-1603
Den første reformation af Navy Royal, som den dengang hed, skete i det 16. århundrede under Henrik VII som finansierede sine krigsskibe ved at lægge en told på alt import. Hans skibe blev stationeret ved Tower of London. Henrik 8. beordrede en større udvidelse af flåden, hvis antal steg fra fem i 1509 til 30 i 1514 med de store skibe: Henry Grace à Dieu på 1.500 tons og Mary Rose på 600 tons. Størstedelen af flåden var lagt op efter 1525, men grundet bruddet med den katolske kirke blev 27 nye skibe bygget ved hjælp af de penge fra salget af klostre, forter og blokhuse. I 1544 blev Boulogne erobret. Den franske flåde plyndrede Isle of Wight og blev derefter slået i slaget ved Solent i 1545, hvor Mary Rose sank umiddelbart efter.
Et detaljeret og formentligt ganske korrekt dokument fra tiden, Anthonyrullen, blev udført i 1540. Rullen giver et næsten komplet overblik over den engelske flåde på omkring 50 skibe bestående af karaker, galejer, galeoter og pinasser. Af karracker kan nævnes Mary Rose, Peter Pomegranate og Henry Grace à Dieu. Ved Henriks død i 1547 var hans flåde vokset til 58 skibe, dog var privatejede bevæbnede handelsskibe stadig en stor del af krigsflåden.
Mellem 1543 og 1549 var der krig mellem Frankrig og England afledt af de italienske krige. I den udkæmpedes et slag i nærheden af kanaløerne i 1549. I 1580 forsøgte Spanien og Portugal at landsætte tropper i Irland, men de blev nedkæmpet af engelske sø- og landstyrker.
I 1550'erne tog et antal englændere, der var imod Filip og Marias katolicistiske overbevisning, tilflugt i Frankrig og fungerede som kapere under den franske krone. Seks af dem blev erobret ud for Plymouth i juli 1556.
I slutningen af det 16. århundrede truede det spanske kongerige, datidens supermagt og største sømagt, England med invasion, hvis englænderne ikke genoprettede katolicismen i England. Francis Drake angreb Cadiz og La Coruña for at sinke angrebet. Den spanske armada satte endelig sejl i 1588, for at sikre det spanske overherredømme over den engelske kanal og for at transportere tropper fra de spanske Nederlande til England. Den spanske plan mislykkedes på flere punkter: dårlig administration, logistik, engelsk blokade af Nederlandene, dårligt vejr samt det betydelige nederlag til englænderne i søslaget ved Gravelines. Dog sikrede den mislykkede Drake-Norris Ekspedition i 1589 og det vellykkede plyndringstogt af jarlen af Effingham i 1596, at spanierne tænkte sig om en ekstra gang før de begyndte at planlægge nye invasioner af England. England igangsatte i 1590 en blokade af den spanske kyst anført af John Hawkins og Martin Frobisher. Under Elizabeth 1. plyndrede engelske styrker spanske havne og angreb spanske skibe der krydsede Atlanterhavet, hvorved man erobrede mange skatte.

### Skotland
Royal Scots Navy (eller Old Scots Navy) var Kongeriget Skotlands flåde indtil unionen med Kongeriget Englands Royal Navy i 1707 efter Treaty of Union og Acts of Union, der ratificerede den. Fra 1603 til 1707 fungerede Royal Scots Navy og Englands Royal Navy som en fælles styrke, selv om flåderne teknisk set stadig var opdelt. Efter Union of the Crowns blev Jakob 6. af Skotland også Jakob 1. af England.
Selv om Lord of the Isles havde en stor galejflåde i de 13. og 14. århundreder, var der kun meget få spor, der viser en skotsk flåde under den skotske uafhængighedskrig. Da den skotske selvstændighed var sikret, vendte Robert 1. sin opmærksomhed mod opbygningen af en skotsk flåde. På sine ældre dage besøgte han Hebriderne, som kun havde en ganske løs alliance med de magtfulde Lords of the Isles. Her etablerede Robert 1. et slot ved East Loch Tarbert i Argyll for at overvælde de halvuafhængige øboere. Exchequer-rullerne fra 1326 fortæller om de feudale tjenester vasalstaten på vestkysten blev påtvunget: at stille skibe og besætninger til rådighed for kronen. Nær sit slot ved Cardross på floden Clyde tilbragte han sine sidste dage med at bygge skibe, og det lykkedes ham at færdiggøre et enkelt krigsskib af vikingetype før han døde i 1329.

#### Ekspansionen i det 15. århundrede
I det 15. århundrede havde Jakob 1. af Skotland fokus på nationens maritime interesser, og han byggede et skibsværft, lagerbygninger og værksteder i Leith. I 1429 rejste Jakob til de ydre Hebrider med et af sine skibe for at kue sin vasalstat. Samme år vedtog parlamentet en lov, der der krævede at hver fire merk'er på nord- og vestsiden af Skotland op til seks miles ind i landet nu var bundet af en feudal pligt til at producere en åre til kongen. Dette var en af de fornemmeste forsøg på at skaffe penge til flåden. Efterfølgeren, Jakob 2. indførte brugen af krudt og kanoner. Jakob 3. og Jakob 4. af Skotland forsatte oprustningen af flåden, og Jakob 3. skaffede 38 skibe og to nye værfter. Det skotske parlament indførte desuden love i 1493 og 1503, der afkrævede alle havnebyer et antal 20 tons galejer bemandet med raske mænd.
Det lykkedes Jakob 4. at opbygge en sand kongelig flåde. Pga. sandbankerne ved Leith grundlagde Jakob en ny havn ved Newhaven i maj 1504. To år senere fulgte bygningen af et værft ved søerne ved Airth. De øvre dele af floden Forth var beskyttet af nye fæstningsværker på Inchgarvie. Hans største bedrift var dog konstruktionen af Great Michael, sin tids største skib søsat i Skotland til 30,000 £. Bygningen af skibet begyndte i 1506, og det blev søsat den 11. oktober 1511 i Newhaven. Herfra sejlede det op ad Forth til Airth til udrustning. Michael vejede 1.000 tons, var 73 meter langt og var bemandet med 1.000 sømænd og 120 artillerister. Skibet var det største skib i Europa (ifølge historikeren Lindsay of Pitscottie). I 1514 blev Great Michael solgt til Frankrig for 40.000 franc.

#### Forsømmelser og en mulig sammenlægning
Den Skotske reformation i 1560 resulterede i et bedre forhold til England og i et mindre behov for at opretholde en stor flåde. Med Union of the Crowns i 1603 var der endnu mindre grund til at genopbygge en separat skotsk flåde, da Jakob 6. kontrollerede den engelske Royal Navy, som kunne beskytte skotske interesse. Desuden åbnede han for tilgangen af skotske officerer i Royal Navy.
Fra 1603 og frem til unionen med England i 1707 fortsatte Skotland og England med at opretholde separate flåder, selv om de i praksis fungerede som en sammentømret enhed. I 1707 blev de to flåder officielt slået sammen til den britiske Royal Navy.

## Udviklingen af den forenede britiske flåde
Efter 1603 blev den engelske og skotske flåde organiseret under Jakob 1., men flådens effektivitet faldt gradvist i takt med at korruptionen i flåden steg indtil den nåede uacceptable højder, og der blev indledt en undersøgelse af problemerne i 1618. Jakob sluttede fred med Spanien og forbød kaperi. I begyndelsen af det 17. århundrede byggedes et antal berømte skibe som Prince Royal på 1.200 ton , det første orlogsskib med tre dæk samt Sovereign of the Seas i 1637, tegnet af Phineas Pett. Jakobs sømilitære aktioner gik ikke godt og ekspeditionerne mod de algierske pirater i 1620 og 1625 i Cádiz samt i La Rochelle i 1627 var særdeles dyre nederlag.

### Udvidelsen af flåden, 1642-1689
Karl 1. pålagde fra 1634 en "skibsafgift", og denne upopulære beskatning var en af de udløsende faktorer til den første engelske borgerkrig 1642-1645. I begyndelsen af krigen var den overvejende del af flåden på 35 skibe på parlamentets side. Under krigen benyttede den royale side et antal mindre skibe til at blokere havne og transportere forsyninger til sine hære. Disse små skibe blev efter borgerkrigen indlemmet i den eksisterende flåde.
Karl, som havde overgivet sig til skotterne, slog sig sammen skotterne for at invadere England under den anden engelske borgerkrig i 1648-1651. I 1648 gjorde en del af parlamentets flåde mytteri og gik over til royalisterne. Den royale flåde blev dog fordrevet til Spanien, hvor den blev ødelagt under Commonwealth-perioden af admiral Robert Blake.
Henrettelsen af Karl 1. betød at flåden stod over for en større udbygning, da henrettelsen mangedoblede Englands aktuelle og potentielle fjender og adskillige skibe blev bygget fra 1650'erne. Denne anden reformation af flåden blev ført ud i livet under kommando af 'General-at-sea' (svarende til Admiral) Robert Blake under Oliver Cromwells Commonwealth. (I modsætning til Royal Navy er hæren en blanding af parlamentets og kongens hære, hvilket også er forklaringen på, hvorfor den britiske hær er det eneste britiske værn der er benævnt uden præfikset "Royal", men slet og ret British Army.)
Med navigationslovene fra 1651 blev nederlandske skibe udelukket fra handel med England, og i det 17. århundrede var der tre krige mellem Nederlandene og England mellem 1652 og 1674 (De engelsk-nederlandske krige. Fyrre nye skibe blev bygget mellem 1650 og 1654. Krigene, udløst af tilsyneladende småepisoder, men motiveret af finansiel kappestrid, var ren søkrig og blev udkæmpet i den engelske kanal og Nordsøen. I februar 1653 var Den engelske Kanal lukket for nederlandske skibe, der blev presset tilbage til deres havne. Til sidst accepterede nederlænderne navigationslovene og briterne opkøbte de nederlandske handelsskibe.
I Interregnet skete der en betydelig udvidelse af flådens styrke, både i antal og betydning for den engelske politik. Karl 2. arvede denne flåde og fortsatte den kraftige ekspansion af flåden for at skabe et stærkt forsvar. I begyndelsen af restaurationen udgjorde parlamentet Royal Navys skibslister 40 skibe og 3.695 sømænd.
Administrationen af flåden blev væsentlig forbedret af Sir William Coventry og Samuel Pepys, der begge begyndte deres karriere i 1660 under restaurationen. Selv om det var Pepys' dagbog der gjorde ham til en anerkendt flådebureaukrat, var det hans tredive år i flåden der var skyld i at tidligere ad hoc-metoder erstattes af deciderede regulativer for logistik, konstruktion, aflønning osv. Han var også ansvarlig for introduktionen af flådelisterne, der fastsatte flådens rangorden. I 1683 nedsatte han et provianteringsudvalg, der fastsatte besætningernes madrationer. I 1655 satte Blake Berberekpiraterne på plads og indledte et felttog mod Spanien i Caribien, hvor han erobrede Jamaica.
Briternes erobring af Ny Amsterdam (senere New York) i 1664 resulterede i Den anden britisk-nederlandske krig (1664-1667). I 1666 led Royal Navy nederlag i Firedagsslaget, men den nederlandske flåde blev eftertrykkeligt slået en måned senere ud for Orfordness. I 1667 sejlede nederlænderne op ad Themsen og angreb handelsskibe langs floden. I 1672 nedkæmpede nederlænderne briterne i et slag med Solebay. Erfaringerne med de mange store søslag var af stor betydning for flåden; Articles of War der fastsatte regler for officerer og matroser samt kampinstruktionerne der fastsatte slaglinjen kan begge dateres til denne tid. Royal Navy udviklede sig herfra gradvist til den stærkeste flåde i verden. Fra 1692 blev den nederlandske flåde placeret under kommando af britiske admiraler (men ikke integreret i Royal Navy) på ordre fra Vilhelm 3. efter The Glorious Revolution.
Samuel Pepys ideer og indflydelse under både Karl 2. og Jakob 2. var en vigtig milepæl indenfor Royal Navys udvikling.

## Krige med Spanien, Frankrig og USA 1690-1815
Den gloværdige revolution i 1688 skabte vidtrækkende ændringer i det europæiske politiske landskab og resulterede i en række krige med Frankrig, som varede over et århundrede. Denne periode var den klassiske sejlskibsæra, og selv om selve skibene kun udvikledes langsomt blev teknikken og taktikkerne raffineret, og de søslag der fandt sted under napoleonskrigene ville have været umulige at udkæmpe i det 17. århundrede. Grundet parlamentarisk modstand så Jakob II sig nødsaget til at drage i landflygtighed. Vilhelm III's landgang og den gloværdige revolution var en betydelig maritim præstation, der involverede 100 orlogsskibe og 400 transportskibe, der transporterede 11.000 soldater og 4.000 heste. Den blev hverken imødegået af den britiske flåde eller skotske flåde. Ludvig XIV erklærede krig få dage senere og startede dermed en konflikt, der udviklede sig til den Pfalziske Arvefølgekrig. Da Storbritannien i 1690 led nederlag ved Slaget ved Beachy Head, førte det til en omstrukturering af flådens doktriner, som skulle vise sig at virke efter hensigten: Kampagnen mod franske havne førte i sidste ende til den overbevisende sejr over Frankrig i slaget ved La Hougue i 1692. I 1689 landsatte Marine Nationale Jakob II i Irland og flåden blev endnu engang slået i forsøget på at angribe hans forsyningslinjer og i et slag ud for Beachy Head. Franskmændene kunne dog ikke udnytte denne sejr, men afbrændte byen Teignmouth under deres tilbagetog. Briterne sænkede til sidst Jakobs invasionsflåde ud for Normandiets kyst.
Under den spanske arvefølgekrig (1702–13) samarbejdede England med Nederlandene mod Spanien og Frankrig. I første omgang fokuserede England på at anskaffe et støttepunkt i Middelhavet. Under dette foretagende etablerede de en alliance med Portugal og erobrede Gibraltar (1704) og Mahón på Menorca (1708). Derudover etablerede de også støttepunkter på Newfoundland og i Nova Scotia. På trods af disse erobringer gav Storbritannien en betydelig bevægelsesfrihed i Middelhavet viste det sig ikke som en afgørende fordel i krigen, men gav dog en fordel under fredsforhandlingerne i Utrecht. Det spanske imperium blev åbnet for britiske slaveskibe, og de spanske skatteflåder blev sænket i 1704 og 1708. Derudover standsede Royal Navy den spanske besættelse af Sicilien i 1718 og i 1727 blokerede den Panama.
De næste 25 år var relativt fredelige, og Royal Navy lå ganske stille. Flåden blev benyttet mod Rusland og Sverige i Østersøen fra 1715 til 1727 for at beskytte britiske handelsruter. Den blev desuden benyttet ved slaget ved Kap Passaro i 1718, under den store nordiske krig, og ved de Vestindiske øer (1726). Derudover var der en krig mod Spanien over slavehandelen i 1739. I 1745 transporterede flåden tropper og forsyninger til Skotland for at undertrykke Jakobitoprørene.
Krigen om Jenkins' øre (1739–48) betød adskillige flådeaktioner i Caribien under admiralerne Vernon og Anson mod spansk handel og besiddelser. Krigshandlingerne virkede som optakt til den noget mere omfangsrige østrigske arvefølgekrig (1740–48). Det førte til yderligere aktioner mod Frankrig, som en blokade af Toulon. I 1745 slog Royal Navy i to omgange Frankrig ud for Kap Finisterre, men de franske konvojer undslap. Flåden slog desuden en invasion af Karl Edvard Stuart tilbage. Ved afslutningen af krigen var Royal Navy engageret i beskyttelsen af britisk handel over hele verden.
Syvårskrigen (1756–65) begyndte noget uheldigt for Royal Navy med en fransk belejring af Menorca og et mislykket forsøg på undsætning fra admiral John Byng, der blev henrettet på sit eget dæk. Voltaire skrev at admiralen blev henrettet for at "opfordre de andre" (admiraler) til at forbedre indsatsen. Menorca var tabt men de næste operationer var heldigere, og den britiske flåde vandt flere sejre. Frankrig forsøgte at invadere Storbritannien i 1759, men blev besejret ved Quiberonbugten i Bretagne. Spanien trådte nu ind i krigen, men mistede hurtigt Havana og Manila, dog blev Manila senere byttehandel med Florida. Freden i Paris i 1763 afsluttede krigen og efterlod Storbritannien med adskillige nye territorier, men strategisk isoleret.
I begyndelsen af den amerikanske uafhængighedskrig (1775–83) gjorde Royal Navy kort proces med den kontinentale flåde, men Frankrig valgte hurtigt amerikansk side og i 1778 sejlede en fransk flåde mod Amerika. Her forsøgte de at gå i land ved Rhode Island og var tæt på et slag med den britiske flåde, men det blev forhindret af en storm. I mellemtiden mødtes de to lande i Europa i det første slag ved Ouessant. Spanien og Nederlandene trådte ind i krigen 1780. Indsatsområdet skiftede hurtigt fra Nordamerika til Caribien, hvor der udkæmpedes en del slag med forskelligt udfald: En spansk flåde blev besejret i slaget ved Kap Sankt Vincent i 1780, mens en kombineret fransk-spansk flåde blev nedkæmpet i Vestindien i 1782. Det vigtigste slag fandt sted i 1781 ved Yorktown. Briterne kunne ikke bryde den franske blokade af Charles Cornwallis' styrker, hvilket resulterede i de britiske styrkers overgivelse i Yorktown. Selv om krigen i Nordamerika sluttede, fortsatte krigen i Caribien (Slaget ved Les Saintes) og i Indien), hvor Storbritannien oplevede både sejre og fiaskoer. Selvom man generobrede Menorca, tilbageførte man det til spansk herredømme.

### Den franske revolution og napoleonskrigene (1793-1815)
Revolutionskrigene i 1793-1802 og Napoleonskrigene i 1803-1815 var det historiske højdepunkt for Royal Navy. Den havde en verdensomspændende dominans til søs. Storbritannien valgte ikke at blande sig i den franske revolution, men i 1793 erklærede Frankrig krig, hvilket førte til det tredje slag ved Ouessant, efterfulgt af erobringen af de franske besiddelser i Caribien. Nederlandene trådte ind i krigen i 1795, og Spanien i 1796, begge på fransk side. Fra 1797 til 1798 fandt flere slag sted, blandt andet Kap St Vincent og Nilen, hvor admiral Horatio Nelson førte sine styrker til sejr. Slaget på Nilen var et af de mest betydningsfulde slag i Napoleonskrigene, og nederlaget tvang Napoleon til at trække sine styrker ud af Egypten. I 1800 sluttede Rusland, Sverige og Danmark et væbnet neutralitetsforbund for at beskytte sine handelsruter mod britiske visitationer. Det førte til et engelsk angreb på Danmark og slaget på Reden i 1801.
Fredstraktaten i Amiens i 1802 viste sig kun at være en kort afbrydelse i krigen, og Royal Navy blokerede kort efter igen de franske havne. Den franske flåde i Toulon sejlede vest mod Vestindien, hvor den skulle mødes med en spansk flåde. Før de kunne mødes blev den franske flåde dog tvunget tilbage af en britisk flåde. Efter et slag ved Kap Finisterre trak den franske flåde sig tilbage til Cádiz hvor den endelig mødtes med den allierede spanske flåde. Højdepunktet i Royal Navy historie kom den 21. oktober 1805 ved slaget ved Trafalgar, hvor en numerisk mindre, men mere erfaren britisk flåde under admiral Lord Nelson vandt en væsentlig sejr over den kombinerede fransk-spanske flåde. Sejren ved Trafalgar konsoliderede Storbritanniens overherredømme til søs.
Ved at fokusere sine militære ressourcer på flåden kunne Storbritannien både forsvare sig selv, projektere sin magt næsten overalt i verden samt true sine rivalers maritime handelsruter. Storbritannien behøvede derfor kun at opretholde en relativ lille mobil hær, der kunne sejles hvorhen den skulle bruges og understøttes af flåden med ildstøtte og logistik. Flåden kunne afskære fjendens forsyningslinier til søs som den gjorde med stor succes mod Napoleons hær i Egypten. De øvrige europæiske magter blev tvunget til en mere jævnbyrdig fordeling af deres resurser mellem flåde og hær samt opbygningen af dyre fæstningsværker til beskyttelse af deres landegrænser. Royal Navys dominans til søs bevirkede derfor at Storbritannien var i stand til at udbygge sit imperium efter syvårskrigen (1756–1763) og op igennem det 19. århundrede og opnå enorme militære, politiske og handelsmæssige fordele.
I modsætning til Frankrig før revolutionen, var de højeste stillinger i Royal Navy åbne for alle, der viste evner og talent. Det betød, der var stor konkurrence om stillingerne og der var større mængder at vælge talentfulde officerer ud fra, selv om der dog var en overvægt at officerer fra overklassen. Den franske revolutions store antiaristokratiske udrensninger betød at den franske flåde mistede en stor del af sine erfarne ledere; det medførte en forøget britisk dominans til søs. I krigstid blev skibe ofte bemandet med shanghajet mandskab: erfarent mandskab fra handelsskibe blev tvunget over på krigsskibe. Fra 1795 benyttedes et kvotesystem, hvor hvert county skulle stille et antal frivillige til at bemande krigsskibene.
Arbejdsvilkårene for den gennemsnitlige sømand var dårlige, men bedre end for mange andre erhverv på samme tid. Den høje inflation i slutningen af det 18. århundrede betød at besætningernes hyre var marginal, samtidig med at lønningerne på handelsskibene steg. Lønninger fra Royal Navay var desuden ofte flere år forsinket og der blev færre havneophold med landlov på grund af bedre proviantering og hygiejne. Utilfredsheden med disse forhold resulterede til sidst i to større mytterier i 1797, da besætningerne på flådeafdelingerne i Spithead og Nore nægtede at adlyde deres officerer – enkelte skibschefer blev endda sendt i land af deres besætninger. Mytteriet i Spithead blev standset ved at love mytteristerne at forbedre forholdene for besætningerne, mens man i Nore valgte at hænge 29 mytterister. Det er værd at lægge mærke til at ingen ved mytterierne nævnte piskning eller shanghajning som grund til utilfredshed. Mytteristerne brugte selv piskning til at holde orden i rækkerne under mytteriet.
Napoleon forsøgte at modsætte sig Storbritanniens maritime og økonomiske overmagt ved at lukke europæiske havene under sin indflydelsessfære for engelske handelsskibe. Han udskrev desuden en stor mængde kaperbreve til skibe i Vestindien, hvilket lagde et stort pres på de engelske handelsruter på den vestlige halvkugle. Royal Navy var for hårdt presset i de hjemlige europæisk farvande til at kunne frigøre et tilstrækkeligt stort antal skibe til effektivt at bekæmpe kaperne. Flådens mange linjeskibe var desuden ikke velegnet til at jage og nedkæmpe de hurtige og manøvredygtige kapere, som arbejdede alene eller i små grupper. Royal Navys reaktion var at bygge små orlogsskibe af typen Slup. De første tre skibe blev bestilt på Bermuda og var HMS Dasher, HMS Driver og HMS Hunter. De havde et deplacement på 200 tons og var bevæbnet med tolv 24 punds kanoner.
Som et resultat af disse krige etablerede Storbritannien et stort antal flådestationer rundt om i verden, blandt andet på Ceylon, Kap Det Gode Håb, Malta og Mauritius.
Napoleonskrigene var ikke en lang periode, men blev alligevel kendt som apoteosen af sejlskibskrig og Royal Navys historier fra denne periode er blev fortalt igen og igen, blandt andet historierne om Horatio Hornblower af C. S. Forrester og af Alexander Kent, Patrick O'Brian, Dudley Pope og mange andre forfattere.

### Krigen med Amerika 1812–1815
I årene efter slaget ved Trafalgar blev spændingerne mellem Storbritannien og USA gradvist øget. USA brugte deres neutralitet til at handle med både de britiske og franskkontrollerede områder i Europa. Både Frankrig og Storbritannien forsøgte at forhindre hinandens handelsmuligheder, men kun Storbritannien var i stand til at gennemføre en effektiv blokade. Et andet irritationsmoment for briterne var den formodede tilstedeværelse af britiske desertører på de amerikanske skibe. Britiske orlogsskibe forsøgte ofte at fange disse desertører. I 1807 skød HMS Leopard på USS Chesapeake kendt som Chesapeake-Leopard-affæren og dræbte et stort antal besætningsmedlemmer før englænderne visiterede skibet og pågreb de britiske desertører.
Under Napoleonskrigene erklærede Amerikas Forenede Stater i 1812krig mod Storbritannien og invaderede Canada. Dele af kamphandlingerne fandt sted på de store søer. Til søs var krigen i 1812 karakteriseret ved kampe mellem enkelte skibe og handelskrig. Royal Navy kæmpede for at bygge så mange skibe som muligt og måtte gå på kompromis med størrelse og bevæbning. Med flere skibe behøvedes flere besætninger, og det viste sig efterhånden at være svært at finde erfarne folk, eller endda folk med sejladserfaring. Britiske orlogsskibe var ofte underbemandede i den grad at de ikke kunne affyre en hel bredside. Mange af besætningsmedlemmerne havde rangen af landsmen ((dansk) landkrabber) uden den store sejladserfaring. De som havde den, fik rang af seamen ((dansk) sømænd). De var stort set alle var shanghajet og led ofte af dertilhørende dårlig moral. US Navy havde slet ikke ressourcerne til at matche Royal Navy på antallet af enheder, men valgte derfor at koncentrere sig på bygningen af en håndfuld moderne fregatter. De var større, tungere og bedre armeret (både målt på kanoner og rækkevidden på disse) end deres britiske modstandere og blev fuldt bemandet med frivillige, motiverede og fuldt uddannede søfolk (hvor Royal Navy blev begrænset af en relativ mangel på uddannede søfolk, havde US Navy endnu ikke skibe nok til at kunne udnytte antallet af civile søfolk, der mistede deres arbejde da Royal Navy startede sin embargo mod Amerika før krigens udbrud). Derfor blev de britiske skibe nedkæmpet, når de mødtes alene, og halvvejs igennem krigen udstedte Admiralitetet en stående ordre om ikke at engagere amerikanske fregatter uden nødvendig støtte.
England mistede en mængde handelsskibe til amerikanske kapere, i alt 1.300 fartøjer. Royal Navy fortsatte dog, via af sin nye base på Bermuda, med at forstærke blokaden af den amerikanske østkyst, hvor det næsten lykkedes at lukke for alt handel til søs, GB erobrede mange handelsskibe og tvang efterhånden de amerikanske fregatter til at blive i havn eller risikere at blive erobret. På trods af tidligere amerikanske erstatningssøgsmål mod kapere i det britiske retssystem, var denne krig en af de sidste hvor Storbritannien benyttede kapere for at støtte sin kamp til søs. På Bermuda var kaperne i stor vækst indtil bygningen af en reel flådestation i 1795, bygningen af flådestationen betød at Royal Navy ikke længere afhang af kapere i det vestlige atlanterhav. Under den amerikanske krig i 1812 erobrede kapere fra Bermuda 298 amerikanske skibe (det totalt antal erobrede skibe fra britisk side i området mellem de store søer og Vestindien var 1.593).
Foruden flådestationen begyndte Royal Navy også bygningen af et orlogsværft på Bermuda, som desuden afløste Newfoundland som Admiralitets regionale hovedkvarter. Under krigen i 1812 blev blokaden af de amerikanske atlanterhavshavne koordineret fra Bermuda og Halifax, Nova Scotia. Blokaden begrænsede den amerikanske flådes manøvremuligheder og de fleste skibe blev da også i havn. Royal Navy erobrede også kystnære øer, hvor de opfordrede amerikanske slaver til at stikke af, Royal Marines oprettede hele enheder af deserterede/befriede slaver.
Efter den britiske sejr i den spanske selvstændighedskrig, blev dele af Wellington's lette division frigivet til tjeneste i Nordamerika. Denne styrke på omkring 2.500 mand bestod af detachementer fra de 4., 21., 44., and 85. regimenter med elementer fra artilleriet og sappører, ledet af generalmajor Robert Ross ankom til Bermuda i 1814 om bord på på en flådestyrke. Flådestyrken bestod af linjeskibet HMS Royal Oak (74 kanoner), tre fregatter, tre slupper samt ti andre fartøjer, styrkens opgave var at udføre angreb på Marylands og Virginias kystlinjer med det formål at lokke de amerikanske styrker væk fra den canadiske grænser. Som modsvar til amerikanske småskærmydsler på Lake Erie krævede Sir George Prevost en straffeekspedition som skulle 'afskrække fjenden fra at fortsætte sådanne vederstyggeligheder'. De britiske styrker ankom til Patuxent den 17. august og landsatte soldaterne under 60 kilometer fra Washington DC. Anført af kontreadmiral Sir George Cockburn, pressede den britiske styrke den amerikanske regering ud af Washington DC. Ross ønskede ikke at sætte ild til byen, men Cockburn og andre leder brændte blandt andet US Capitol og US President's Mansion.
En stor del af krigen var kampen om kontrollen over de store søer. Nybygningen af skibe resulterede i britisk kontrol over Lake Ontario og amerikansk overherredømme på Lake Erie. Royal Navys enheder på Lake Erie blev alle erobret i det vigtige slag ved Lake Erie den 10. september 1813. Den britiske hær, den britiskloyale milits samt indiske enheder var nu alle afskåret fra deres forsyninger og flygtede østpå. Denne styrke blev indhentet og nedkæmpet i slaget ved Themsen den 5. oktober 1813. Sejren gav amerikanerne kontrollen over det vestlige Ontario og ødelagde alliancen med Indien som den britiske hær var afhængig af. I 1814 hentede British Army kampvante tropper fra den spanske uafhængighedskrig ind i krigen i Amerika og indledte en invasion af staten New York under General George Prévost. Royal Navys styrker på Lake Champlain blev dog nedkæmpet af en amerikansk flåde i Slaget ved Plattsburgh den 11. september 1814, hvilket tvang Prévost til at trække sig tilbage til Canada på trods af sin overlegne hær.
Mellem 1793 og 1815 mistede Royal Navy 344 fartøjer i ikke krigsrelaterede episoder: 75 ved forlis, 254 ved skibbrud samt 15 ved utilsigtede brande eller eksplosioner. I samme periode mistede man 103.660 søfolk: 84.440 ved sygdom og uheld, 12.680 ved forlis og skibbrud og kun 6.540 ved egentlige kamphandlinger.

## Pax Britannica, 1815-1895
Ved napoleonskrigenes afslutning havde Storbritannien den mest magtfulde maritime styrke i verden, helt uden nævneværdige rivaler. Landets økonomiske og strategiske formåen blev understøttet af flåden og små lokale konflikter var kendetegnet på den ikke helt så fredelige "Pax Britannica". Derudover var truslen om Royal Navy en betydelig faktor i det diplomatiske spil. Flåden stod dog ikke ubrugt hen i det 19. århundrede hvor mange betydningsfulde teknologiske udviklinger betød at den gamle træskibsflåde blev ændret til en flåde af metalskibe drevet af dampmaskiner.
Efter 1827 fandt der ikke større søslag sted før 1914. Flåden blev brugt til at støtte landoperationer i Østersøen og Sortehavet i 1854-1855 samt til at jagte pirater og engagere slaveskibe. Man opstillede endda brigader af matroser til at kæmpe på land i Sevastopol og ved Bokseropstanden. Med en flåde større end de to rivaler lagt til sammen kunne den britiske nation tage sin maritime sikkerhed for ganske givet og landets ledere og befolkning støttede en magtfuld flåde og en ansættelse i flåden var meget eftertragtet.

### Operationer
Royal Navys første engagement i denne periode var bombardementet af Algier under Lord Exmouth i 1816, bombardementet blev udført for at støtte befrielsen af kristne slaver. Under den græske uafhængighedskrig blev en osmannisk flåde slået under slaget ved Navarino (1827). Den britiske flåde indgik under slaget i en styrke med franske og russiske skibe. Dette slag var det sidste større søslag mellem sejlskibe. Det Osmanniske Rige fortsatte deltagelsen i den græske krig med bombardementet af Akko i 1840 og små sammenstød i Middelhavet i resten af dette årti. Royal Navy deltog også i kampen mod pirater i Levanten, Borneo, det sydlige- og Østkinesiske hav. I kampen mod slaveri visiterede man skibe til søs og angreb kendte slaveudskibningshavne.
I forsøget på at forhindre Ruslands adgang til en konstant isfri havn[kilde mangler] udkæmpede man Krimkrigen i 1850'erne. Storbritannien (i samarbejde med det Osmanniske rige og Frankrig) sendte 150 transportskibe og 13 orlogsskibe til området, hvor den russiske sortehavsflåde hurtigt blev nedkæmpet. Krimkrigen blev også benyttet til at afprøve nye damp- og våbenteknologier. Det viste sig at eksplosive granater sprængte skibenes træskrog i småstykker, hvilket klart viste et behov for det nyudviklede panserskib. Krigen viste også behovet for stående besætninger af uddannede søfolk. Den succesfulde belejring af Sevastopol blev fulgt op af en vellykket kampagne i Østersøen, blandt andet ved bombardementerne af Bomarsund og Suomenlinna.
I 1839 indførte Kina et forbud mod opium, og kinesiske embedsmænd beslaglade store mængder importeret opium fra Indien. Storbritannien krævede at det britiske imperium måtte eksportere alle slags varer til Kina og iværksatte en blokade af Kanton, hvorved den første opiumskrig begyndte og varede til 1842. Krigen blev efterfulgt af den anden opiumskrig fra 1856-1860. I 1857 erobrede briterne Kanton herfra man kunne true Peking, forsøget på en erobring af den kinesiske hovedstad blev dog slået tilbage i 1859, men året efter lykkedes det at erobre byen. Et resultat heraf betød at Storbritannien kunne etablere en militærbase i 1839 og samt en base i Kanton efter den anden krig.
I 1864 tvang bombardementet af Kagoshima de japanske myndigheder til at åbne sine grænser for udenlandske handlende. Under den russisk-tyrkiske krig (1877-1878) sendte Storbritannien en slagskibsstyrke under Geoffrey Phipps Hornby's kommando til at intimidere Rusland fra ønsket om at erobre Konstantinobel. I de efterfølgende 30 år var det kun bombardementet af Alexandria i 1882 for at sikre kontrollen over Suezkanalen der krævede flådens opmærksomhed.

### Teknologi
Royal Navy viste interesse for dampmaskinen allerede i begyndelsen af det 19. århundrede, da maskinen kunne løse mange problemer med sejlskibe i snævre farvande under ugunstige forhold. Maskinen blev første gang benyttet på Comet i 1821; og i 1824 på Lightning, der ledsagede ekspeditionen til Algier. Flere og flere dampdrevne fartøjer begyndte nu at komme i tjeneste, alle udstyret med skovhjul – Propelfremdrevne skibe blev først opfundet i 1830'erne og blev efter noget tøven indført i midten af 1840'erne. Det første store dampdrevne orlogsskib var HMS Agamemnon (1852). I 1850'erne fandt et våbenkapløb sted, hvor propeldrevne slagskibe, fregatter, konverterede sejlskibe og nybyggede dampskibe blev bygget i stort tal. De blev stadig udstyret med master og sejl, da dampmaskinen endnu ikke var effektiv nok til lange forlægninger udelukkende på dampkraft. Dampmaskinen var oprindeligt udelukkende tænkt til kamp, og når vinden forhindrede skibene i at forlade havn. En tredobbelt dampmaskine blev introduceret i 1881 og var mere effektiv end tidligere modeller.
Jern i skibskonstruktion blev først benyttet til tværskibsafstivninger i større krigsskibe. Deciderede jernskrog måtte vente indtil der var fundet en løsning på jernskrogets øgede indflydelse på skibets deviation. Da jernskrog er meget tyndere end træskrog gjorde man sig mange tanker om deres sårbarhed, blandt andet ved grundstødninger og under kanonild. I 1858 byggede Frankrig det første oceangående panserskib Gloire, og Storbritannien svarede igen med Warrior i 1860, det første skib i et omfattende skibsbygningsprogram, der overhalede det franske nybygningsprogram i 1870.
Da pansrede skibe blev introduceret var meget få kanoner i stand til at penetrere dette panser. I 1867 blev de første standardkanoner der var i stand til at penetrere panseret på disse førstegenerations panserskibe, dog på kort afstand og fra bestemte vinkler. Dette våbengennembrud havde skibsdesignerne allerede forudset og pansertykkelsen voksede, og hermed begyndte et kapløb mellem kanonkaliber og pansertykkelse.
Samtidig med kaliber-panserkapløbet var der en debat omkring hvordan man skulle montere kanonerne på skibene. Kaptajn Cowper Coles udviklede et kanontårndesign i slutningen af 1850'erne gjort af erfaringer fra Krimkrigen. De oprindelige udkast, udgivet i Blackwood's Magazine i 1859 viste et skib med flere end 10 kanontårne. Som en konsekvens heraf byggede man en række kystforsvarsskibe parallelt med de oceangående panserskibe. Agitation fra kaptajn Coles og hans støtter betød at spørgsmålet om skibenes kanontårne blev et politisk anliggende i stedet for en ren militær beslutning. Resultatet af den politiske debat blev bestillingen to skibe af forskelligt design; HMS Captain der var udviklet af Lairds og kaptajn Coles, samt det rivaliserende design, Monarch, der var udviklet af Admiralitetets designere. HMS Monarch viste sig at være det bedste valg. Behovet for at kombinere et højt fribord ved boven med sejl betød at disse første skibe ikke var i stand til ildafgivelse ret forud. Admiralitets næste design var et skib uden master, HMS Devastation, og hævede kanonerne til en højde så de kunne skyde over skibets bov.
Et bølgebassin blev udviklet til at teste mindre modelskrog og optimere skibenes skrogform før den egentlige produktion af skibet begyndte. Mekaniske regnemaskiner blev udviklet som afstandsmålere til kanonerne. Torpedoen kom i løbet af 1870'erne og det første skib til at affyre en torpedo i kamp var HMS Shah. Det førte til udviklingen af torpedobåden og torpedobådsdestroyere (senere bare omtalt som destroyere).
Nu blev 80 procent af kommercielle dampskibe bygget på britiske skibsværfter. Den franske konstruktionsrate af dampskibe var lav og konstruktionstiden var høj, eksempelvis blev det sidste af tre franske slagskibe fra 1872 ikke færdige før oktober 1886. Mange af disse forsinkede skibe blev færdiggjort i slutningen af 1880'erne, men det misfortolkedes i flere britiske publikationer som at Frankrig havde mange flere moderne slagskibe end Royal Navy.
Politisk set var der en ambition om at Storbritannien igen skulle være den klart stærkeste nation på havene og vedtagelsen af Naval Defence Act 1889 var beregnet til at gøre netop dette. Denne lovgivning pålagde Royal Navy at være stærkere end de to næststærkeste sammenlagt. Endnu et ambitiøst nybygningsprogram blev startet og omhandlede ti nye slagskibe, 38 krydsere og en række yderligere fartøjer. Premierminister William Ewart Gladstone ønskede endnu et stort nybygningsprogram i 1894, men ingen ønskede at støtte det, og han fratrådte kort efter sin stilling.

## Dreadnoughtperioden, 1895-1919
Den strategiske situation ændredes hurtigt i midten af 1890'erne. En russisk-fransk alliance, et ambitiøst tysk skibsbygningsprogram samt amerikanske og japanske udvidelser af deres indflydelsessfærer betød at Storbritannien magt med hastige skridt blev mere og mere isoleret og vaklende.
Både udviklingen af skibe og maritime strategier intensiveredes efter udviklingen af torpedoer og undervandsbåde (fra 1901), der udfordrede de traditionelle tanker om slagskibet som den ultimative magtbastion. På samme tid udvikledes HMS Dreadnought, der som det første skib kun var udrustet med store pjecer, hvilket betød en radikal ændring af skibsdesigns verden over. Skibet var udrustet med ti 30,5 centimeter kanoner og en topfart på 21,5 knob. Ved udviklingen af dette skib benyttede Storbritannien erfaringer man havde høstet ved at have observatører om bord på den japanske flådes skibe da man i 1905 sikkert nedkæmpede en russisk flåde i slaget ved Tsushima-strædet. Et andet innovativt design var slagkrydseren, der var hurtigt, men stadig hårdtslående. På samme tid var der alvorlige kampe i det britiske admiralitet om hvordan man skulle føre krig med denne moderne flåde. I disse diskussioner deltog desuden Winston Churchill der var forkæmper for forskellige forandringer.
Royal Navy begyndte udviklingen af undervandsbåde den 4. februar 1901. Disse ubåde blev bestilt i slutningen af 1900 og blev bygget af Vickers under en licensaftale med den amerikanske koncern Electric Boat Company. Den første britiske Holland No. 1 (Type 7) undervandsbåd (bygget af Vickers) var 19,30 meter lang. Fire andre undervandsbåde af samme klasse hejste kommando hurtigt efter.
Man udførte massive reformer af den britiske flåde, især under Admiral Jackie Fisher som First Sea Lord fra 1904 til 1909. 154 ældre skibe, herunder 17 slagskibe blev skrottet for at gøre plads til moderne skibe. Reformer i sømandsskab og artilleri blev indført for at gøre op med nogle af de fejl og mangler der var fandtes ved det tidligere system. Dette var til dels inspireret af den tyske admiral Alfred von Tirpitz. I disse år skete omskiftning i de britiske doktriner, og i 1906 anslog britiske eksperter at den eneste reelle maritime trussel mod Storbritannien var Tyskland. grund. En underskrevet traktat med kejserriget Japan betød at man kunne frigøre en stor del af sine maritime styrker fra Asien. Ententen med Frankrig i 1904 betød at Storbritannien skulle koncentrere sig om at udøve suverænitet i den engelske kanal og beskytte franske interesser nordpå, mens Frankrig ville beskytte britiske interesser i Middelhavet, et antal større kampenheder blev derfor udstationeret i farvandet omkring Storbritannien.
På dette tidspunkt introduceredes desuden en ny teknologi. Dampturbinen blev udviklet af Charles Parsons, og fremvist for første gang i praksis på skibet Turbinia i 1899. Det kongelige orlogsværft i Rosyth blev efterfølgende åbnet i 1909.
Enkelte lande i det britiske imperium begyndte opbygningen af deres egne flåder. I 1911 oprettedes Royal Australian Navy og Royal Canadian Navy. I 1941 ændredes den New Zealandske Division til Royal New Zealand Navy.

## Verdenskrigene, 1914-1945
Under de to verdenskrige spillede Royal Navy en vital rolle i at sikre Storbritanniens forsyninger af fødevarer, våben og råmaterialer samt i bekæmpelsen af den uindskrænkede ubådskrig i det første og andet slag om Atlanten. Royal Navy tog også del i mange andre dele af kloden, blandt andet mod Regia Marina og den kejserlige japanske flåde.

### Første verdenskrig
I 1914 brød mange års akkumulerede internationale politiske spændinger ud i de fjendtligheder der skulle blive til 1. verdenskrig. Fra et maritimt synspunkt var det tid til at de, på begge sider, massivt udbyggede flåder skulle vise deres værd. Forsigtighed og tilfældigheder betød dog at der ikke udkæmpedes mange reelle søslag. Under første verdenskrig var størstedelen af den britiske flåde organiseret under Grand Fleet i forsøget på at blokere det tyske kejserrige og lokke den tyske Hochseeflotte (højsøflåde) frem, så et slag kunne afgøre overherredømmet til søs. Selvom det aldrig kom til et slag der definitivt kunne afgøre herredømmet en gang for alle, blev det dog til et antal sammenstød, blandet andet slaget ved Helgoland,slaget ved Coronel, slaget ved Falklandsøerne, slaget ved Dogger Banke og Jyllandsslaget. Selvom Royal Navy led de største tab ved Jyllandsslaget lykkedes det alligevel at nå dets strategiske mål: Hochseeflotte forblev i havn resten af krigen og ved krigens afslutning sænkede tyskerne sine egne skibe i Scapa Flow for at forhindre at de faldt i britiske hænder.
Ved krigsudbruddet var Kaiserliche Marines krydsere spredt udover hele verdens. En del af dem blev benyttet til at engagere allieret handelstrafik. Royal Navy jagtede systematisk disse krydsere. Det meste af den tyske østasiatiske eskadre blev nedkæmpet i slaget ved Falklandsøerne i december 1914.
Kort efter fjendtlighedernes udbrud iværksatte Storbritannien en flådeblokade af Tyskland, hvorved man ønskede at forhindre forsyninger i at nå frem til tyske havne. Internationalt farvand blev mineret for at lukke større havområder for sejlads. Da man på dette tidspunkt ikke umiddelbart kunne gøre meget ved minekrigsførelsen forventede Tyskland en nogenlunde en lignende reaktion fra briterne mod tyskernes ubådskrig der skulle lukke de britiske forsyningslinier. Briterne begyndte dog hurtigt at organisere sin antiubådskrigsførelse ved hjælp af patruljer, dybdebomber, ubådsspærringer, sonar og Q-skibe. Dog forblev handelsskibenes tab høje indtil man implementerede en udstrakt brug af konvojsystemet i 1917.
Royal Naval Air Service blev oprettet i 1914 og var hovedsageligt oprettet til rekognoscering. I starten benyttede man ombyggede skibe til at starte fly, hvorefter de kunne lande i vandet ved siden af skibet. Det første deciderede hangarskib, HMS Arhus, blev søsat i 1918.
Britiske undervandsbåde udførte operationer i Østersøen, Middelhavet, Sortehavet såvel som i Atlanten.
Royal Navy brugte desuden enorme resurser i kampen mod Osmannerriget som kulminerede i Slaget ved Gallipoli. Under krigen bidrog flåden til krigen i land ved at danne "Royal Naval Division", der var underlagt Kitcheners hær. Antallet af ansatte i Royal Navy blev betragteligt udvidet i løbet af krigen fra 250.000 til over 450.000 ved krigens afslutning. The Women's Royal Naval Service ("WREN") blev etableret i 1917, og skulle aflaste deres mandlige kollegaer indenfor administrations-, logistik-, og kommunikationsområderne. WREN's antal nåede 7.000 i slutningen af 1918 hvorefter tjenesten blev nedlagt. Royal Marines voksede også i størrelse fra 17.000 i 1914 til 55.000 i 1918, og deltog i mange operationer, blandt andet i raidet på Zeebrugge.

### Mellemkrigstiden
I mellemkrigstiden mistede Royal Navy en stor del af sin styrke. Washington flådetraktaten i 1922 pålagde begrænsninger på det enkelte skibs tonnage og kanonkaliber såvel som flådens samlede tonnage. Traktaten betød, sammenholdt med de vanskelige finansielle forhold umiddelbart efter krigen og depressionen, at admiralitetet måtte skrotte alle sine større enheder fra krigen med en kaliber under 13,5 tommer (34,30 centimeter) samt annullere planlagte nybygninger. G3 slagkrydseren og N3-klassen der bestod af 16 tommer slagkrydsere og 18 tommer slagskibe blev annulleret. Tre af Admiral-klassen var allerede blevet annulleret. Desuden at det tre "større lette krydsere": Glorious, Courageous og Furious omdannet til hangarskibe. Tilføjelser til flådens tal var derfor ganske begrænset under 1920'erne blev kun to nye slagskibe (Nelson-klassen) samt femten nye tunge krydsere af County- og York-klassen.
London flådetraktaten i 1930 betød at man ikke byggede nye større krigsskibe frem til 1937 og blev pålagt betydelige begrænsninger på krydsere, destroyere og undervandsbåde. Efterhånden som de internationale spændinger i midten af 1930'erne begyndte at stige forsøgte man, uden effekt, at begrænse våbenkapløbet med den 2. flådetraktat i London og fra 1938 blev traktaternes bestemmelser fuldstændigt ignoreret. Flåden foretog en magtprojektion i forbindelse med Mussolini's krig i Abessinien, og foretog manøvrer i Kina for at evakuere britiske statsborgere under de japanske angreb. Flådens genoprustning var dog ganske fremskreden på dette tidspunkt og man rådede blandt andet over King George V-klassen fra 1936, hangarskibet Ark Royal, Illustrious-klassen (hangarskibe), de lette krydsere af Town- og Crown Colony-klassen samt Tribal-klasse destroyerne. I tilføjelse til disse nybygninger blev adskillige eksisterende slagskibe, slagkrydsere og tunge krydsere moderniseret og skibenes luftforsvar blev betydelig forstærket.
I denne periode blev Royal Navy benyttet til evakueringer og som en magtprojektion under diplomatiske forhandlinger. I 1920'erne oplevede man betydelige lønnedskæringer som kulminerede i mytteriet ved Invergordon i 1931. Besætningerne på forskellige krigsskibe nægtede at sejle på øvelser, hvilket kom som et chok for admiralitetet og offentligheden. Lønnen blev efterfølgende hævet i 1934, men livet for en menig matros var stadig hårdt. I 1930 var der 97.000 ansatte i flåden.

### Anden Verdenskrig
Som et resultat af tidligere forandringer trådte Royal Navy ind i 2. verdenskrig som en uensartet flåde bestående af krigsskibe fra 1. verdenskrig, krigsskibe begrænset af mellemkrigstidens traktater og begrænsninger samt senere ubegrænsede designs. Flåden var stadig en stærk flåde, selvom den relativt set var ældre og mindre end den havde været under 1. verdenskrig.
I begyndelsen af verdenskrigen, betød Storbritanniens globale forpligtelser en del for hvordan flåden blev anvendt. Den første opgave var at beskytte imperiets handel da de britiske øer var yderst afhængig af import af fødevarer og råmaterialer samt resten af det globale imperiums interdependens. Flådens aktiver blev fordelt mellem nationens forskellige flåder og stationer.
| Flåde                                 | Ansvarsområde                                                                                               |
| ------------------------------------- | --- |
| Home Fleet                            | Nordøstlige Atlanterhav, Nordsøen, Engelske kanal (fordelt på forskellige kommandoer)                       |
| Mediterranean Fleet                   | Middelhavet                                                                                                 |
| South Africa Station                  | Sydatlanten og det sydafrikanske område                                                                     |
| North America and West Indies Station | Nordvestlige Atlanterhav, Caribiske Hav, østlige Stillehav                                                  |
| Eastern Fleet (East Indies Station)   | Indiske Ocean (eksklusiv Sydatlanten og de sydafrikanske og australske farvande samt nederlandsk Østindien) |
| Eastern Fleet (China Station)         | Nordvestlige Stillehav og området omkring nederlandsk Østindien                                             |

Under de tidlige faser af krigen forestod Royal Navy det vigtige luftforsvar af evakueringen af de britiske styrker fra Norge (hvor man tabte et hangarskib og seks destroyere, men stadig evakuerede 338.000 soldater), Dunkirk (hvor 7.000 sømænd mistede livet) samt Kreta. I den sidste operation løb Admiral Cunningham betydelige risici for at evakuere hæren og reddede mange mænd. Flådens prestige led et betydeligt knæk da slagkrydserern HMS Hood blev sænket af det tyske slagskib Bismarck i maj 1941. Selvom Bismarck blev sænket et par dage senere var den britiske moral stadig knækket efter tabet af "mægtige Hood". Senere i samme år mistede man slagskibene HMS Repulse og HMS Prince of Wales til japanske luftangreb.
Royal Navy angreb den franske middelhavsflåde i Oran i Algeriet. Torpedofly angreb den italienske flådestation i Taranto hvor man sænkede 3 slagskibe og i marts 1941 sænkede man 3 krydsere og to destroyere ved Kap Matapan. Royal Navy evakuerede 30.000 mand fra Grækenland til Kreta og efterfølgende fra den ø – i dette foretagende var tabene 3 krydsere og 6 destroyere.
Royal Navy var det allierede middel til at forhindre aksemagternes forsyninger i at nå frem til slagmarkerne i Nordafrika og i at skaffe forsyninger frem til Malta. Tabene ved Operation Pedestal var ganske betydelige, men konvojen kom frem.
Royal Navy var også ansvarlig for at holde de maritime ruter åbne, således at orlogsskibene kunne komme frem til operationsområderne i fjerne områder af verden såsom Nordafrika, Middelhavet og Fjernøsten. Konvojer blev i modsætning til i 1. verdenskrig brugt fra krigsudbruddet sammen med antiubådspatruljer. Fra 1942 blev ansvaret for beskyttelsen af konvojerne fordelt mellem de allierede flåder – hvor Royal Navy var ansvarlig for det meste af Nordatlanten og Ishavet. Bekæmpelsen af den tyske ubådstrussel var en helt essentiel del af forberedelserne for invasionen af Nordeuropa, hvis ikke truslen blev undertrykt ville man ikke kunne transportere de nødvendige hærstyrker og deres forsyninger til slagmarken. I denne periode benyttede flåden sig af relativt billige og hurtigbyggede eskortefartøjer.
Ansvaret for forsvaret af de britiske havne og for at holde handelslinjerne omkring kysterne åbne lå hos de britiske kyststyrker og Royal Naval Patrol Service.
Maritimt overherredømme var en vital forudsætning for amfibieoperationer som eksempelvis Nordvestafrika, Sicilien, Italien og Normandiet. Til Operation Neptune fremskaffede Royal Navy og Royal Canadian Navy 958 af de 1213 krigsskibe og to tredjedele af de 4.000 landgangsfartøjer. Brugen af Mulberry-havne tillod invasionsstyrkerne at blive genforsynet på trods af de konventionelle havne var blokeret. Der fandt yderligere landgange sted i det sydlige Frankrig i august.
Under krigen blev det dog tydeligt at hangarskibene var de nye magtbastioner til havs og erstattede dermed slagskibet – og Storbritanniens maritime styrke målt i slagskibe blev med et slag ligegyldig. Briterne var tidligt på banen i udviklingen af hangarskibe og udviklede blandt andet det pansrede flydæk og fokuserede tidligt på bygningen af hangarskibe på bekostning af de sårbare slagskibe. Royal Navy blev hurtigt overhalet af sin allierede United States Navy i antallet af hangarskibe. Invasionen af Europa betød at de europæiske flåders opgaver blev reduceret til at eskortere konvojer og yde ildstøtte til venlige styrker der var tæt på kysten, som eksempelvis ved Walcheren, under slaget ved Scheldt.
Den britiske Eastern Fleet blev trukket tilbage til Østafrika på grund af japanske angreb i det Indiske Ocean. Til trods for modstand fra den amerikanske flådechef, Admiral Ernest King, sendte Royal Navy en større styrke (senere Pacific Fleet) til Stillehavet. Deployeringen til Stillehavet betød et betydeligt behov for logistisk støtte både i land og til søs, men betød også en markant større trussel fra luftangreb. I 1945 befandt der sig 84 britiske krigs- og støtteskibe i Stillehavet. Det er til dato den største flådeudsendelse i Royal Navy. Stillehavsflådens største bedrift var angrebet på olieraffinaderierne på Sumatra for at afbryde japanernes olieforsyning. De støttede også den amerikanske landgang på Okinawa med bombardementer og foretog luftangreb og bombardementer af det japanske hovedland.
I begyndelsen af 2. verdenskrig rådede Royal Navy 17 slagskibe og 80 krydsere. 50 aldrende destroyere og andre mindre fartøjer blev anskaffet fra amerikanerne i en byttehandel hvor man afstod et antal flådestationer (lend-lease). I slutningen af krigen havde man 15 slagskibe, 52 hangarskibe (de fleste var dog mindre eskorteskibe eller konverterede handelsskibe), 62 krydsere, 257 destroyere, 131 undervandsbåde og 9.000 forskellige andre fartøjer. Under krigen mistede Royal Navy over 350 større krigsskibe og mere end 1000 mindre. I begyndelsen af krigen var flådens bemanding 134.000, hvilket steg til 865.000 ved afslutningen. 51.000 sømænd mistede livet. WRNS blev reaktiveret i 1938 – i 1944 da organisationen var størst, var bemandingen 74.000 kvinder. Royal Marines nåede et antal på 78.000 i 1945 og havde taget del i alle større landgangsoperationer under krigen.

### Teknologi
Royal Navy havde stort set konverteret hele flådens drivmiddel fra kul til olie ved slutningen af 1. verdenskrig. I samme periode ændredes flyvemaskinernes kapaciteter sig enormt og udviklede sig til en alvorlig trussel mod krigsskibe. Hangarskibet blev en vigtig del af flåden og antiluftskyts blev monteret på skibene.
Gyrokompasset blev opfundet i 1908. De første passive hydrofoner blev introduceret til Royal Navy i 1914 mens ASDIC (aktiv sonar) kom senere. Radaren blev opfundet i 1930'erne. Radioteknologien blev forbedret enormt i denne periode samtidig med at de første eksempler på elektronisk krigsførelse også kom frem i denne periode.

## Flåden fra 1945

### Efterkrigstiden, 1945-1956
Efter 2. verdenskrig så det britiske imperium nedgang og disse nedgangstider betød en reduktion af flåden, både i antal og kapaciteter. Planlæggerne forventede at opretholde en urealistisk stor flåde, men Royal Navy blev til sidst begrænset fra en global stormagt til at fungere som en lokal stormagt hvor man desuden måtte afhænge af amerikanerne som en del af forsvaret af eget territorialfarvand mod Sovjetunionen. US Navy voksede og voksede og overtog hurtigt Royal Navys rolle som globalt fredsbevarende og -skabende magt. Selvom slutningen af 1940'erne generelt var fredelige, viste minesprængningerne af HMS Saumarez og HMS Volage ud for Albanien i 1946, forsøget på at begrænse den illegale immigration til Palæstina i 1947 og Episoden på Yangtze i 1949 at verden ikke var helt fredelig. 5-6 krigsskibe, inklusiv et hangarskib, var rutinemæssigt i området omkring Korea under Koreakrigen og deres deltagelse i flådeblokaden udgjorde en stor del af betingelserne for våbenhvilen. Flåden landsatte desuden tropper under Suez-krigen i 1956. Dog betød den sovjetiske trussel mod de britiske besiddelser rundt om i verden at flåden fik en ny rolle. Etableringen af NATO i 1949 betød at Royal Navy med det samme opstillede enheder til rådighed for den fælles flådestyrke Standing Naval Force Atlantic (STANAVFORLANT) – forløberen for Standing NATO Maritime Group 1. Flådens hovedopgaver blev ændret til primært antiubådskrigsførelse og minekrigsførelse, selvom man fortsatte med at opretholde en dieselelektrisk ubådsstyrke.

### Den kolde krig, 1952-1990
Flådens rolle forsatte med at være til debat, og i 1957 understregede Duncan Sandys hvidbog fokus på kernevåben som en betydelig del af landets forsvar hvilket betød flådens fremtid var ganske usikker.
1960'erne var Royal Navys højdepunkt efter 2. verdenskrig. De to hangarskibe af Audacious-klassen, Ark Royal og Eagle, det ombyggede Victorious og de fire hangarskibe af Centaur-klassen betød at Storbritannien besad den største hangarskibsflåde i verden efter US Navy. Flåden bestod desuden af en lang række fregatter og destroyere. Nye moderne enheder såsom County- og Leander-klassen begyndte desuden også at komme frem i dette årti.
Lord Mountbatten af Burma insisterede dog på at fortsætte udviklingen af flådens kapaciteter og i 1962 blev HMS Dreadnought Royal Navys første atomdrevne ubåd søsat. I 1968 indgik HMS Resolution, den første ubåd bevæbnet med interkontinentale ballistiske missiler af typen Polaris. Royal Navy blev senere eneansvarlig for opretholdelsen af Storbritanniens atomvåbenberedskab. På trods af disse fremskridt annoncerede Labour-regeringen i 1966 at Storbritannien ikke længere ville påbegynde større operationer på egen hånd, men ville være afhængig af allierede og at landets hangarskibsstyrke ville blive afviklet i løbet af 1970'erne. Christopher Mayhew (Parliamentary Under-Secretary of State) og Sir David Luce (First Sea Lord) opsagde deres stillinger i protest mod planerne om at skrotte flådens hangarskibe – men til ingen nytte. I 1968 betød yderligere nedskæringer et farvel til Storbritanniens massive historiske tilstedeværelse i Fjernøsten i 1970'erne.
Flåden var dog i mellemtiden ofte involveret i kriser; Afskrækkelsen af en irakisk invasion af Kuwait i 1962, i Tanganyika i 1964 og i Indonesien i perioden fra 1964 til 1966. Beira patruljerne, der havde til hensigt at blokere Rhodesias olieforsyning begyndte i 1965. I Atlanterhavet foregik Torskekrigen med Island og små bataljer med Spanien vedrørende Gibraltar relativt civiliseret. Royal Navy fik til opgave at beskytte britisk handelstrafik under Iran-Irak-krigen i 1980-1988.
Planerne fra 1970'erne forudsatte yderligere nedskæringer af flåden hvor fokus skulle være at bidrage til NATO frem for at kunne operere selvstændigt. I 1981 opsagde endnu en minister, Keith Speed, sin ministerpost som en protest mod kun at beholde to hangarskibe og skære flådens bemanding ned til det laveste antal i et århundrede.
Flådestationen i Chatham fra 1963 som blev benyttet til reparation af atomubåde blev lukket i 1984. Royal Navy blev underlagt det britiske forsvarsministerium i 1964. HMNB Clyde blev åbnet i 1968 og flådestationerne HMNB Portsmouth og HMNB Devonport blev moderniseret i 1970'erne, hvorved Devonport blev omdannet til et støttepunkt for atomdrevne angrebsubåde. Driften af flådestationerne blev privatiseret i 1980'erne.

### Falklandskrigen, 1982
Den største rent britiske operation efter 2. verdenskrig var Falklandskrigen mod Argentina i 1982. Kun fire dage efter invasionen den 2. april sejlede en britisk Task force af sted mod det sydlige Atlanterhav. Den 25. april generobrede Royal Navy South Georgia og beskadigede den argentinske ubåd Santa Fé betydeligt. Royal Navy foretog ildstøtteoperationer i forbindelse med landsætningen af britiske tropper på San Carlos Water. De argentinske tropper overgav sig den 14. juni samme år.
Til trods for tabet af fire krigsskibe og et antal civile og RFA-skibe beviste Royal Navy, at man stadig var i stand til at udkæmpe en krig 12.000 kilometer fra Storbritannien. HMS Conqueror er den eneste atomdrevne undervandsbåd, der i kamp har affyret torpedoer mod et andet krigsskib, hvorved man sænkede den argentinske krydser ARA General Belgrano. Den resterende del af den argentinske flåde trak sig tilbage til deres havne, men man fortsatte dog med at engagere den britiske flåde med Exocet-missiler affyret fra kampfly. Den britiske styrke var beskyttet af Sea Harriers og helikoptere, der affyrede chaff og missiler mod Exocet-missilerne. På trods heraf trængte adskillige Exocet-missiler igennem forsvaret og flere britiske skibe blev beskadiget og sænket. Krigen understregede vigtigheden af hangarskibe og undervandsbåde og påviste et stort problem med de totalt fraværende forsvarssystemer på de civilt chartrede transportskibe, som man var yderst afhængig af i slutningen af det 20. århundrede. Falklandskrigen illustrerede for Storbritannien vanskelighederne ved at opretholde en slagkraftig flåde efter tidligere besparelser. Krigen medførte, at den planlagte udfasning af skibe blev udskudt, ligesom erfaringerne gav mulighed for tekniske forbedringer af skibene.

### Operationer efter 1982
I de sidste år i den kolde krig blev flåden udstyret med tre mindre antiubådshangarskibe og et antal fregatter og destroyere. Formålet for denne styrke var primært at finde og nedkæmpe Sovjetunionens ubåde i Nordatlanten. Derudover fandtes der desuden minerydningsfartøjer, minestrygere, undervandsbåde samt støtteskibe. Efter afslutningen på den kolde krig deltog Royal Navy i Golfkrigen mod Irak, hvor man med Sea Skua-missiler sænkede en stor del af den irakiske flåde. Royal Navy deltog desuden i mange maritime minerydningsoperationer. Dog betød bortgangen af den sovjetiske trussel at en stor del af flåden blev skåret væk. Alle dieselelektriske ubåde udgik i 1992 og en del overfladeskibe strøg kommandoen.
I 1990'erne deltog flåden i en maritim blokade af Bosnien samt en involvering i Kosovokrigen. En forventningsafstemning mellem flåden og parlamentet, det såkaldte Strategic Defence Review (SDR) i 1998 og den efterfølgende Delivering Security in a Changing World hvidbog i 2004 lovede flåden en fremtid med nye og moderne skibe og det største nybygningsprogram siden 2. verdenskrig for at sikre flådens kapaciteter ind i det 21. århundrede. Ambitionen er at ændre flådens rolle fra en lokal stormagt til igen at være en global magt. Selvom et antal mindre fartøjer udgår fra tjeneste, er blev det bekræftet at man ville bygge to nye store hangarskibe. SDR fastsatte at hvis flåden skal være i stand til at udføre en stor operation eller to mindre samtidige operationer skulle nedenstående antal af skibe som et minimum være til rådighed. I de senere årtier har den britiske regering bevæget sig væk fra SDR's anbefalinger – regeringen forklarer dette med at det maritime trusselsniveau efter 11. september og 7. juli er markant lavere end det niveau man forudsatte i SDR.
| Fartøjstyper            | SDR Behov                        | Antal i 2007           |
| ----------------------- | -------------------------------- | ---------------------- |
| Hangarskibe             | 3 Invincible-klassen eller 2 CVF | 3 Invincible-klassen   |
| Amfibieskibe            | 8                                | 5 (inklusiv RFA-skibe) |
| Angrebsubåde            | 10                               | 9                      |
| Destroyere og fregatter | 32                               | 25                     |
| Minerydningsfartøjer    | 22                               | 16                     |

Royal Navy tog del i krigen i Afghanistan og Irakkrigen hvor britiske skibe bombarderede irakiske stillinger forud for Royal Marines amfibieangreb på Al-Faw-halvøen. Under krigen affyrede ubådene HMS Splendid og HMS Turbulent (Trafalgar-klassen) et antal Tomahawk krydsermissilr på mål i Irak.
I august 2005 reddede Royal Navy syv russere der var strandet i en undervandsbåd ud for Kamtjatka. Man brugte Scorpio 45, en fjernstyret miniubåd, til at befri ubåden for de fiskenet og kabler der havde holdt ubåden fast under vandet i tre dage. Royal Navy har haft et antal Task groups udsendt til Fjernøsten, blandt andet "NTG 03" i 2003. Skibene Exeter, Echo, samt forsyningsskibene Diligence, Grey Rover i 2004. I 2005 var det HMS Liverpool RFA Grey Rover. Royal Navy tager desuden del i bekæmpelsen af pirater ud for Afrikas Horn.
Royal Navy havde 43.000 ansatte i 2002 (inklusiv Royal Marines). WRNS blev inkorporeret i Royal Navy i 1993.

### Teknologi
Siden 2. verdenskrig har der været store landvindinger indenfor den teknologi der benyttes af Royal Navy. Dampturbiner er erstattet af gasturbiner, elektromotorer og dieselmotorer i alle overfladeskibe (Alle større krigsskibe er blevet udstyret med gasturbiner siden 1970'erne), mens dieselelektrisk fremdrivning i landets ubåde er blevet erstattet af nuklear fremdrivning (og dampturbinen). Kanonsystemerne er blevet erstattet af missilsystemer som de primære våbensystemer. Torpedoen benyttes stadig i en forbedret udgave i ubåde, disse er dog blevet suppleret af missiler. Konventionelle fly er blevet erstattet af VTOL/STOL-fly, mens introduktionen af helikoptere har ændret flådens antiubådskrigsførelse betydeligt. Royal Navy benytter ikke længere søminer.
Elektronikken i flådens krigsskibe har også undergået betydelige ændringer- Foruden forbedringer i radar, sonar og radiokommunikation, benyttes satellitter nu også i udstrakt grad til kommunikation og navigation.
I efterkrigstiden så man desuden introduktionen af et vinklet flydæk på hangarskibe såvel som skihop til at hjælpe fly til at lette. To hangarskibe er bestilt og konstruktionen er begyndt og forventes leveret omkring 2020.

### Flådens størrelse
Rent numerisk er Royal Navy blevet betydeligt reduceret i størrelse siden 1960'erne, som et resultat af landets formindskede behov for en stor flåde. Tallene alene tager dog ikke højde for den teknologiske forbedring i de enkelte skibes kapaciteter, men de viser dog en generel reduktion af flådens kapacitet. Den nedenstående tabel er en oversigt over flådens tal siden 1960. De forskellige typer skibe og deres antal er vist.
| År   | Ubåde | Ubåde | Ubåde | Ubåde | Hangarskibe | Hangarskibe | Hangarskibe | Landgangsfartøjer | Overfladekombatanter | Overfladekombatanter | Overfladekombatanter | Overfladekombatanter | Minefartøjer | Patruljefartøjer | I alt |
| År   | I alt | SSBN  | SSN   | SSK   | I alt       | CV          | CVL         | Landgangsfartøjer | I alt                | Krydsere             | Destroyere           | Fregatter            | Minefartøjer | Patruljefartøjer | I alt |
| ---- | ----- | ----- | ----- | ----- | ----------- | ----------- | ----------- | ----------------- | -------------------- | -------------------- | -------------------- | -------------------- | ------------ | ---------------- | ----- |
| 1960 | 48    | 0     | 0     | 48    | 9           | 6           | 3           | 0                 | 145                  | 6                    | 55                   | 84                   |              |                  | 202   |
| 1965 | 47    | 0     | 1     | 46    | 6           | 4           | 2           | 0                 | 117                  | 5                    | 36                   | 76                   |              |                  | 170   |
| 1970 | 42    | 4     | 3     | 35    | 5           | 3           | 2           | 2                 | 97                   | 4                    | 19                   | 74                   |              |                  | 146   |
| 1975 | 32    | 4     | 8     | 20    | 3           | 1           | 2           | 2                 | 72                   | 2                    | 10                   | 60                   | 43           | 14               | 166   |
| 1980 | 32    | 4     | 11    | 17    | 3           | 0           | 3           | 2                 | 67                   | 1                    | 13                   | 53                   | 36           | 22               | 162   |
| 1985 | 33    | 4     | 14    | 15    | 4           | 0           | 4           | 2                 | 56                   | 0                    | 15                   | 41                   | 45           | 32               | 172   |
| 1990 | 31    | 4     | 17    | 10    | 3           | 0           | 3           | 2                 | 49                   | 0                    | 14                   | 35                   | 41           | 34               | 160   |
| 1995 | 16    | 4     | 12    | 0     | 3           | 0           | 3           | 2                 | 35                   | 0                    | 12                   | 23                   | 18           | 32               | 106   |
| 2000 | 16    | 4     | 12    | 0     | 3           | 0           | 3           | 3                 | 32                   | 0                    | 11                   | 21                   | 21           | 23               | 98    |
| 2005 | 15    | 4     | 11    | 0     | 3           | 0           | 3           | 2                 | 28                   | 0                    | 9                    | 19                   | 16           | 26               | 90    |
| 2010 | 12    | 4     | 8     | 0     | 3           | 0           | 3           | 3                 | 24                   | 0                    | 7                    | 17                   | 16           | 23               | 88    |

## Den engelske flåde/Royal Navys tidslinje og slag
| | |
| - 1213 Slaget ved Damme - 1340 Slaget ved Sluys - 1350 Slaget ved Les Espagnols sur Mer - 1372 Slaget ved La Rochelle - 1545 Slaget på Solent - 1585-1604 Første engelsk–spanske krig - 1625 Cádiz Ekspeditionen - 1627-1629 Engelsk-franske krig - 1652-1654 Første engelske–nederlandske krig - 1654-1660 Anden engelsk-spanske krig - 1665-1667 Anden engelsk-nederlandske krig - 1672-1674 Tredje engelsk-nederlandske krig - 1688-1697 Pfalziske Arvefølgekrig - 1701-1713 Spanske Arvefølgekrig - 1718-1720 Quadruple alliancekrigen - 1740-1748 Den østrigske arvefølgekrig - 1754-1763 Syvårskrigen - 1778-1783 Amerikanske uafhængighedskrig - 1793-1802 Revolutionskrigene - 1803-1815 Napoleonskrigene - 1812-1814 Britisk-amerikanske krig - 1821 Første brug af hjuldampere - 1827 Slaget ved Navarino er det sidste større slag udelukkende med sejlskibe. - 1839-1842 Første britisk-kinesiske krig. - 1840 Første brug af et skruefremdrevet krigskib, HMS Rattler. - 1853-1856 Krimkrigen - 1856-1860 Anden britisk-kinesiske krig - 1860 Første slagskib med jernskrog: HMS Warrior. - 1902 Første britiske ubåd, HMS Holland 1 - 1905 Første dampturbine-drevet dreadnought-slagskib: HMS Dreadnought. | - 1914-1918 1. verdenskrig - 1918 Første dedikerede hangarskib: HMS Argus. - 1918-1920 Den russiske borgerkrig - 1931 Mytteriet ved Invergordon - 1939-1945 Slaget om Atlanten - 1940 Det norske felttog - 1940 Slaget ved Dunkerque - 1940-1944 Slaget om middelhavet - 1941-1945 Arktiske konvojer - 1941-1945 Kampene i Sydøstasien - 1944 Operation Overlord - 1944-1945 Britiske stillehavsflåde - 1946 Episoden i Korfustrædet - 1949 Episoden på Yangtze-floden - 1950-1953 Koreakrigen - 1956 Suez-krigen - 1958-1976 Torskekrigen - 1959 Det sidste slagskib, Vanguard, stryger kommandoen. - 1962-1966 Konfrontationen mellem Indonesien og Malaysia - 1963 Den første britiske atomubåd, Dreadnought - 1966-1975 Beira patruljerne mod Rhodesia - 1980-nu Armilla patruljerne i den Persiske bugt - 1982 Falklandskrigen - 1991 Golfkrigen - 1999 Operation Allied Force - Kosovokonflikten - 2000 Operation Palliser - Sierra Leone - 2001-nu Operation Veritas - Krigen i Afghanistan - 2002-nu Task Force 150 - 2003-2009 Operation Telic - Invasionen af Irak |

## Eksterne links
- Royal Navy History omfattende kilde til Royal Navys historie med billeder og dokumenter
- Storbritanniens maritime histiorie Arkiveret 2. januar 2018 hos  Wayback Machine
- Download tjenestefortegnelser for officerer som tjente i Royal Navy mellem between 1756-1917 fra The National Archives
- Download testamenter fra sømænd i Royal Navy mellem 1786-1882 fra The National Archives.
- Tjenesteregisteret over tjenestegørende i Royal Naval 1873-1923
- Royal Navy i 1. verdenskrig, felttog, slag og tab
- Naval-History.Net, Britisk flådehistorie i det 20. århundrede, Første og anden verdenskrig, den kolde krig og falklandskrigen – flåder, skibe, tab og omkostninger.
- Amerikanske fartøjer erobret af briterne under den amerikanske revolution og krigen i 1812.